# Cosmos 262
Cosmos 262 (en cirílico, Космос 262) fue un satélite artificial científico soviético perteneciente a la clase de satélites DS (el único de tipo DS-U2-GF) y lanzado el 26 de diciembre de 1968 mediante un cohete Cosmos-2I desde el cosmódromo de Kapustin Yar.

## Objetivos
La misión de Cosmos 262 fue realizar estudios sobre la radiación ultravioleta y de rayos X del Sol.

## Características
El satélite tenía una masa de 400 kg (aunque otras fuentes indican 352 kg) y fue inyectado inicialmente en una órbita con un perigeo de 263 km y un apogeo de 818 km, con una inclinación orbital de 48,5 grados y un periodo de 95,2 minutos.
Cosmos 262 reentró en la atmósfera el 18 de julio de 1969.

## Resultados científicos
La instrumentación que Cosmos 262 llevó al espacio para medir el flujo de radiación ultravioleta y de rayos X del Sol sirvió de inspiración para elaborar nuevas estrategias de observación solar.